# Ceuthobia fratercula
Ceuthobia fratercula är en kackerlacksart som beskrevs av Rehn, J. A. G. 1937. Ceuthobia fratercula ingår i släktet Ceuthobia och familjen småkackerlackor.
Artens utbredningsområde är Paraguay. Inga underarter finns listade i Catalogue of Life.